# Огор, Карл Фредерик

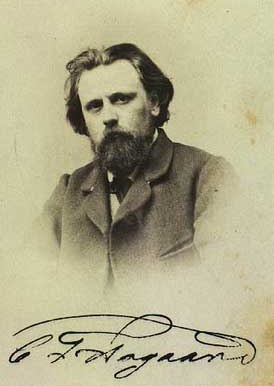
Карл Фредерик Огор, Автопортрет

Карл Фредерик Педер Огор (дат. Carl Frederic Peder Aagaard, род. 29 января 1833 г. Оденсе — ум. 2 ноября 1895 г. Копенгаген) — датский художник и график.

## Жизнь и творчество
В возрасте 19-ти лет Карл Огор поступает в датскую Королевскую академию изящных искусств в Копенгагене, в класс художника-пейзажиста Петера Кристиана Сковгарда (1817—1875). Позднее Огор указывал, что творчество его учителя оказало огромное на него влияние. Совместно со своим братом Юханом Петером Огором (1818—1879), Карл работает ксилографом и мастером гравюры. Позднее он становится ассистентом художника-декоратора Георга Кристиана Хилькера.
В 1857 году, в рамках большой художественной выставки в Копенгагене Огор впервые получает возможность представить зрителю свои работы в большом количестве, и они получают весьма положительную оценку газетной критики. В 1869—1870 годах художник совершает поездку «на этюды» в Швейцарию, и позднее — в 1875—1876 годы — в Италию. Из этих путешествий мастер привёз множество рисунков и набросков, ставших основой для многих его полотен. В 1892 году Карл Фредерик Огор был удостоен звания профессора Академии.

## Галерея

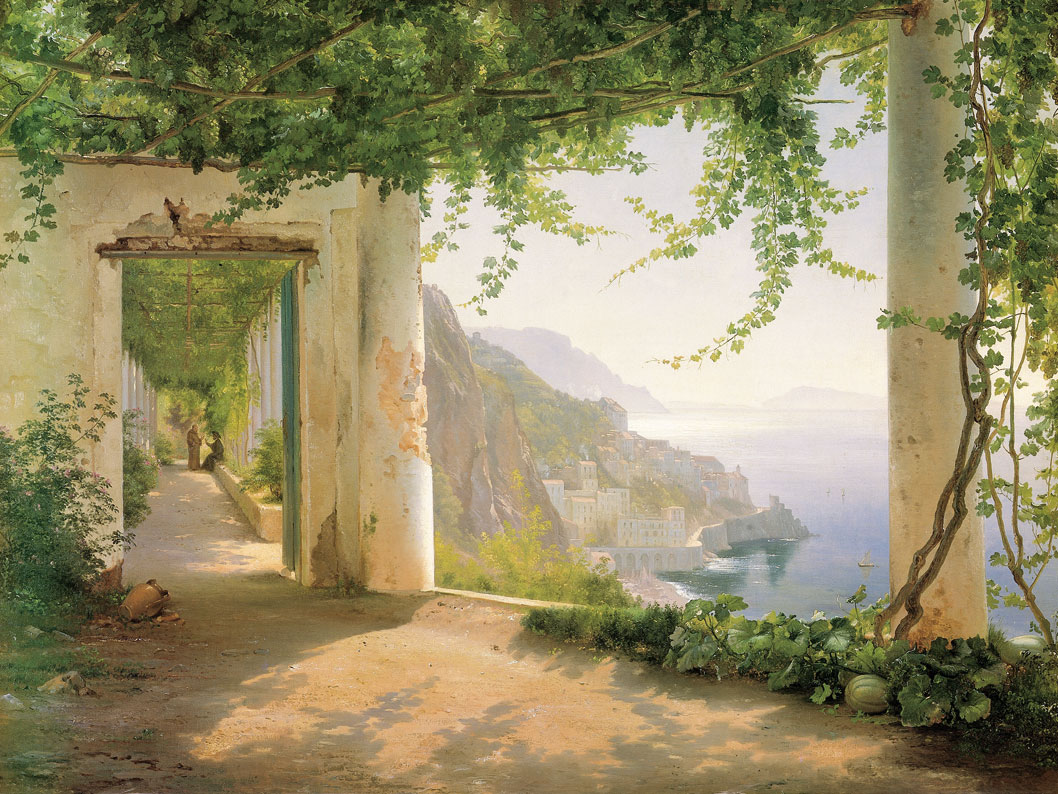
В Амальфи
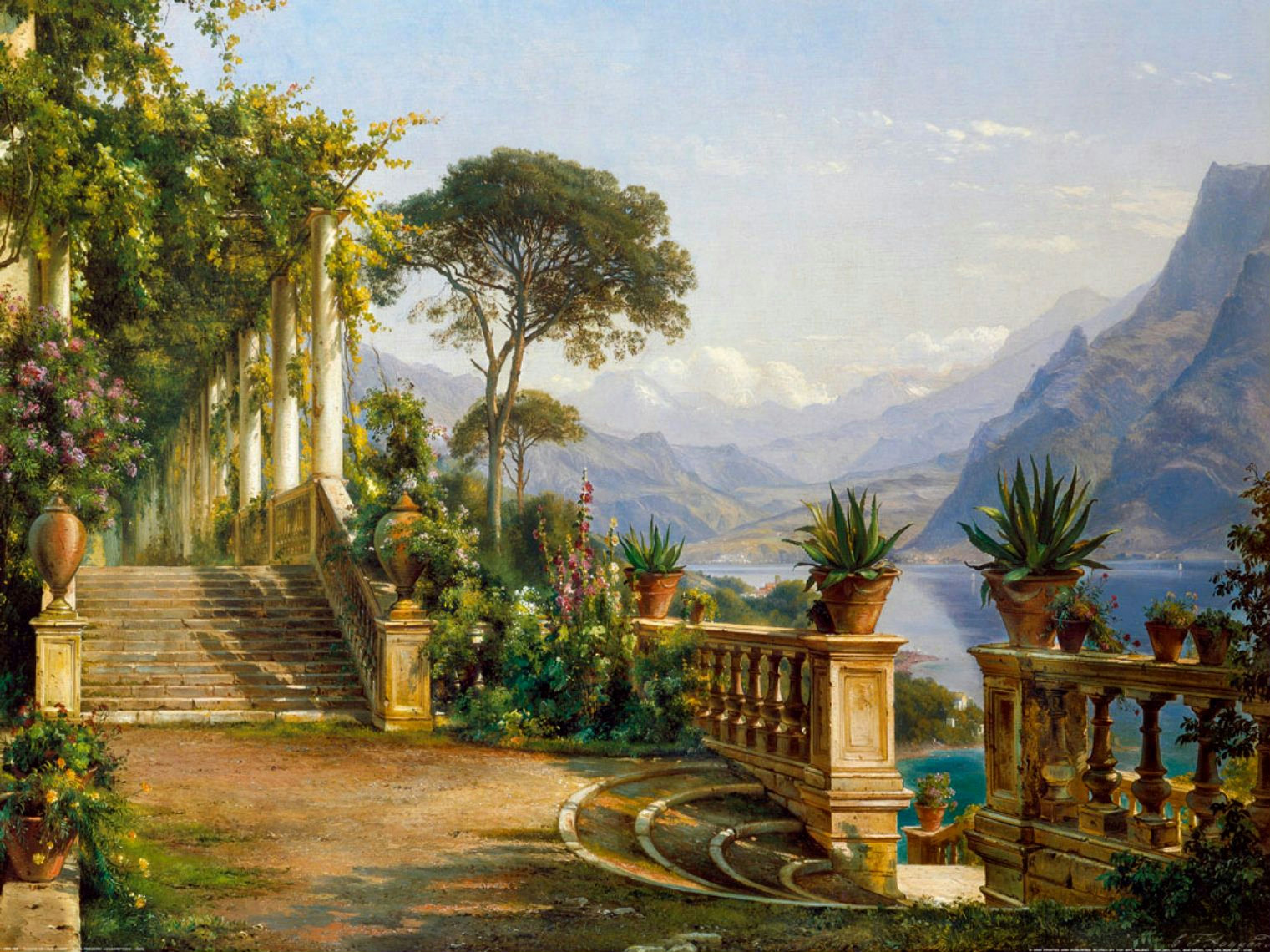
Лоджия на озере Комо
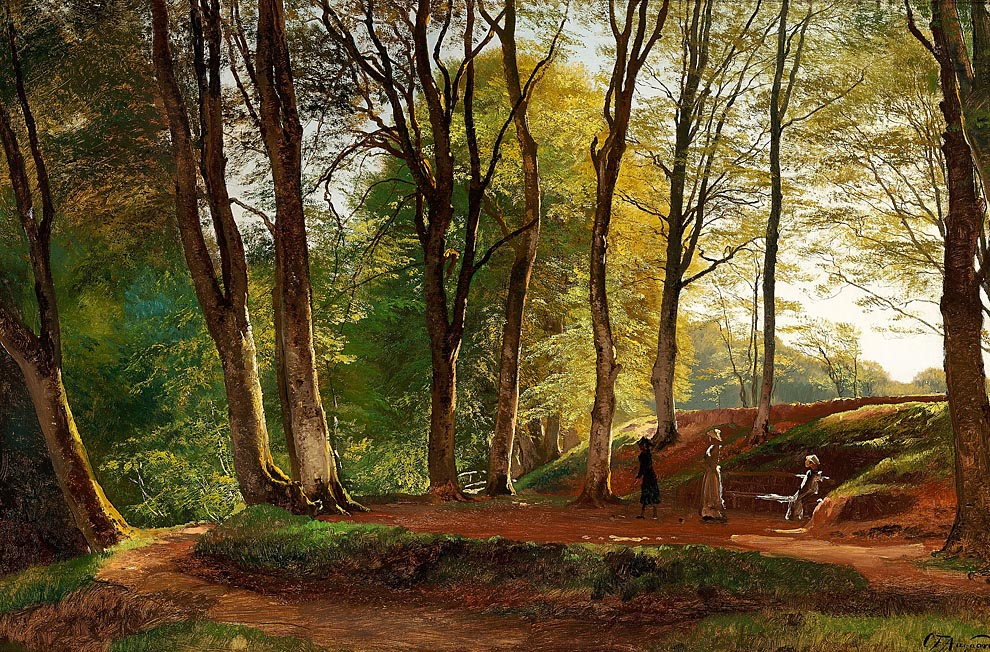
Летний день
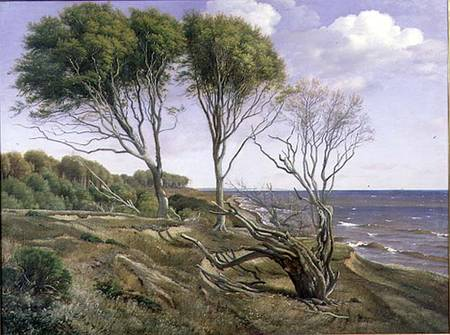
Приморский пейзаж (ок. 1880 года)
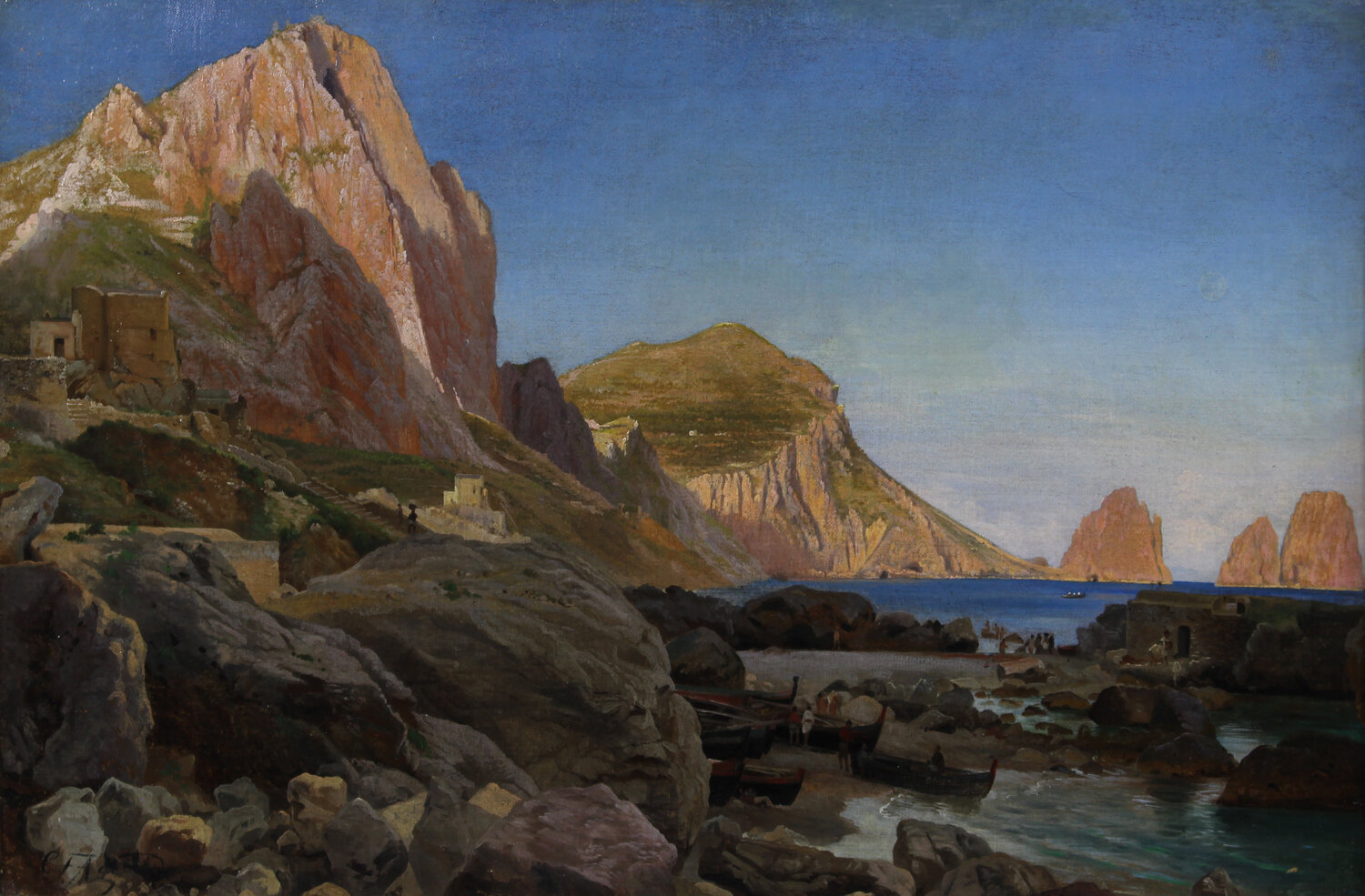
Челны Средиземноморья
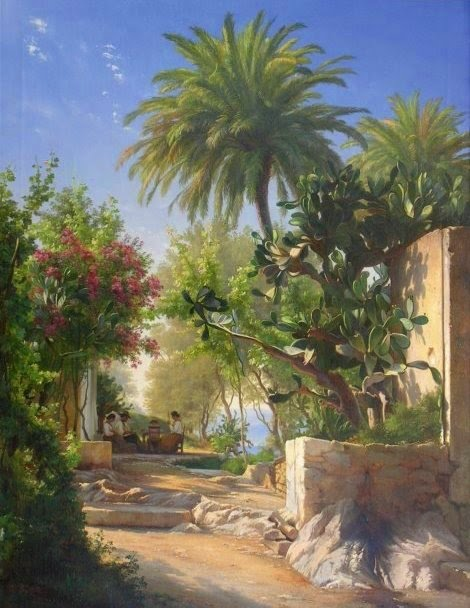
Вид на Капри